# Heinrich Seppelt
Heinrich Seppelt (* 27. Juli 1940 in Oberhannsdorf) ist ein deutscher Politiker (CDU). Er war von 1990 bis 1994 Mitglied im Landtag Sachsen-Anhalt.

## Ausbildung und Leben
Heinrich Seppelt besuchte die Grundschule und lernte Facharbeiter Maschinenschlosser. Nach 3 Jahren Tätigkeit als Maschinenschlosser bzw. Fräser und dem Erwerb der Hochschulreife studierte er und schloss das Studium als Dipl.-Ing. Fachrichtung Betriebsingenieur sowie als Fachingenieur für Arbeitsgestaltung ab. Er arbeitete als wissenschaftlicher Assistent und wurde zum Dr.-Ing. promoviert. Danach arbeitete er als Mitarbeiter für Forschung und als Leiter Arbeitsstudium der Entstaubungstechnik Magdeburg GmbH. 
Heinrich Seppelt, der evangelischer Konfession ist, ist verheiratet.

## Politik
Heinrich Seppelt ist seit 1978 Mitglied der CDU. Nach der Wende wurde er 1990 Stadtverordneter in Magdeburg. Er wurde bei der ersten Landtagswahl in Sachsen-Anhalt 1990 im Landtagswahlkreis Magdeburg IV (WK 15) direkt in den Landtag gewählt. 